# Calendula meuselii
Calendula meuselii là một loài thực vật có hoa trong họ Cúc. Loài này được Ohle mô tả khoa học đầu tiên năm 1975.